# Wereldkampioenschap hockey mannen
Het wereldkampioenschap hockey voor mannen is een vierjaarlijks internationaal toernooi voor landenteams. Het toernooi wordt georganiseerd door de Fédération Internationale de Hockey en werd voor het eerst in 1971 gehouden.

## Geschiedenis
De eerste editie van het WK voor mannen zou van 2 tot en met 13 mei 1940 plaatsvinden in het nieuwe Wagener-stadion in Amsterdam. Daartoe besloot de FIH in 1938. Door het uitbreken van Tweede Wereldoorlog kon het WK echter geen doorgang vinden.
Het eerste WK voor mannen vond plaats in 1971 in de Spaanse stad Barcelona. Er namen tien landen deel, en Pakistan werd de eerste wereldkampioen. Met vier wereldtitels is het overigens recordkampioen. Sinds 1978 wordt het toernooi om de vier jaar gehouden, soms op dezelfde locatie als het WK voor vrouwen. Duitsland won in 2023 het recentste WK. Met uitzondering van 1971, 1978 en 2002 namen er telkens twaalf landen deel aan het WK, al werd dit aantal voor het WK in 2018 opgetrokken tot zestien. Duitsland, India, Nederland en Spanje zijn de enige landen die tot op heden aan elke editie van het mondiale hockeykampioenschap hebben deelgenomen. Zes landen kroonden zich al tot wereldkampioen: Australië, België, Duitsland, India, Nederland en Pakistan.

## Erelijst
| Jaar | Locatie                 |  | Goud      | Zilver         | Brons          |
| ---- | ----------------------- |  | --------- | -------------- | -------------- |
| 1971 | Barcelona               |  | Pakistan  | Spanje         | India          |
| 1973 | Amstelveen              |  | Nederland | India          | West-Duitsland |
| 1975 | Kuala Lumpur            |  | India     | Pakistan       | West-Duitsland |
| 1978 | Buenos Aires            |  | Pakistan  | Nederland      | Australië      |
| 1982 | Bombay                  |  | Pakistan  | West-Duitsland | Australië      |
| 1986 | Londen                  |  | Australië | Engeland       | West-Duitsland |
| 1990 | Lahore                  |  | Nederland | Pakistan       | Australië      |
| 1994 | Sydney                  |  | Pakistan  | Nederland      | Australië      |
| 1998 | Utrecht                 |  | Nederland | Spanje         | Duitsland      |
| 2002 | Kuala Lumpur            |  | Duitsland | Australië      | Nederland      |
| 2006 | Mönchengladbach         |  | Duitsland | Australië      | Spanje         |
| 2010 | New Delhi               |  | Australië | Duitsland      | Nederland      |
| 2014 | Den Haag                |  | Australië | Nederland      | Argentinië     |
| 2018 | Bhubaneswar             |  | België    | Nederland      | Australië      |
| 2023 | Bhubaneswar en Rourkela |  | Duitsland | België         | Nederland      |
| 2026 | Waver en Amstelveen     |  |           |                |                |

## Medaillespiegel
| Plaats | Land       | Goud | Zilver | Brons | Totaal |
| 1      | Pakistan   | 4    | 2      | 0     | 6      |
| 2      | Nederland  | 3    | 4      | 3     | 10     |
| 3      | Australië  | 3    | 2      | 5     | 10     |
| 4      | Duitsland  | 3    | 2      | 4     | 9      |
| 5      | India      | 1    | 1      | 1     | 3      |
| 6      | België     | 1    | 1      | 0     | 2      |
| 7      | Spanje     | 0    | 2      | 1     | 3      |
| 8      | Engeland   | 0    | 1      | 0     | 1      |
| 9      | Argentinië | 0    | 0      | 1     | 1      |
| Totaal | Totaal     | 15   | 15     | 15    | 45     |

WK mannen:
1971 ·
1973 ·
1975 ·
1978 ·
1982 ·
1986 ·
1990 ·
1994 ·
1998 ·
2002 ·
2006 ·
2010 ·
2014 ·
2018 ·
2023 ·
2026
WK vrouwen:
1971 ·
1972 ·
1974 ·
1975 ·
1976 ·
1978 ·
1979 ·
1981 ·
1983 ·
1986 ·
1990 ·
1994 ·
1998 ·
2002 ·
2006 ·
2010 ·
2014 ·
2018 ·
2022 ·
2026